# Col Volovljek
Le col Volovljek (prononcé Volovlyek) est situé à 1 029 m d'altitude dans les Alpes kamniques en Slovénie, le long de l'ancienne frontière entre le duché de Carniole et le duché de Styrie.
C'est un col routier qui relie les municipalités de Luče en Basse Styrie et de Kamnik en Haute-Carniole. Il est principalement utilisé à des fins touristiques. Le col est à un croisement de routes. La route en macadam qui bifurque vers le nord-ouest rejoint les alpages et les pistes de ski du Velika Planina.
Ce col est sur la ligne de partage des eaux de la Savinja et de la Kamniška Bistrica, deux affluents rive gauche de la Save.

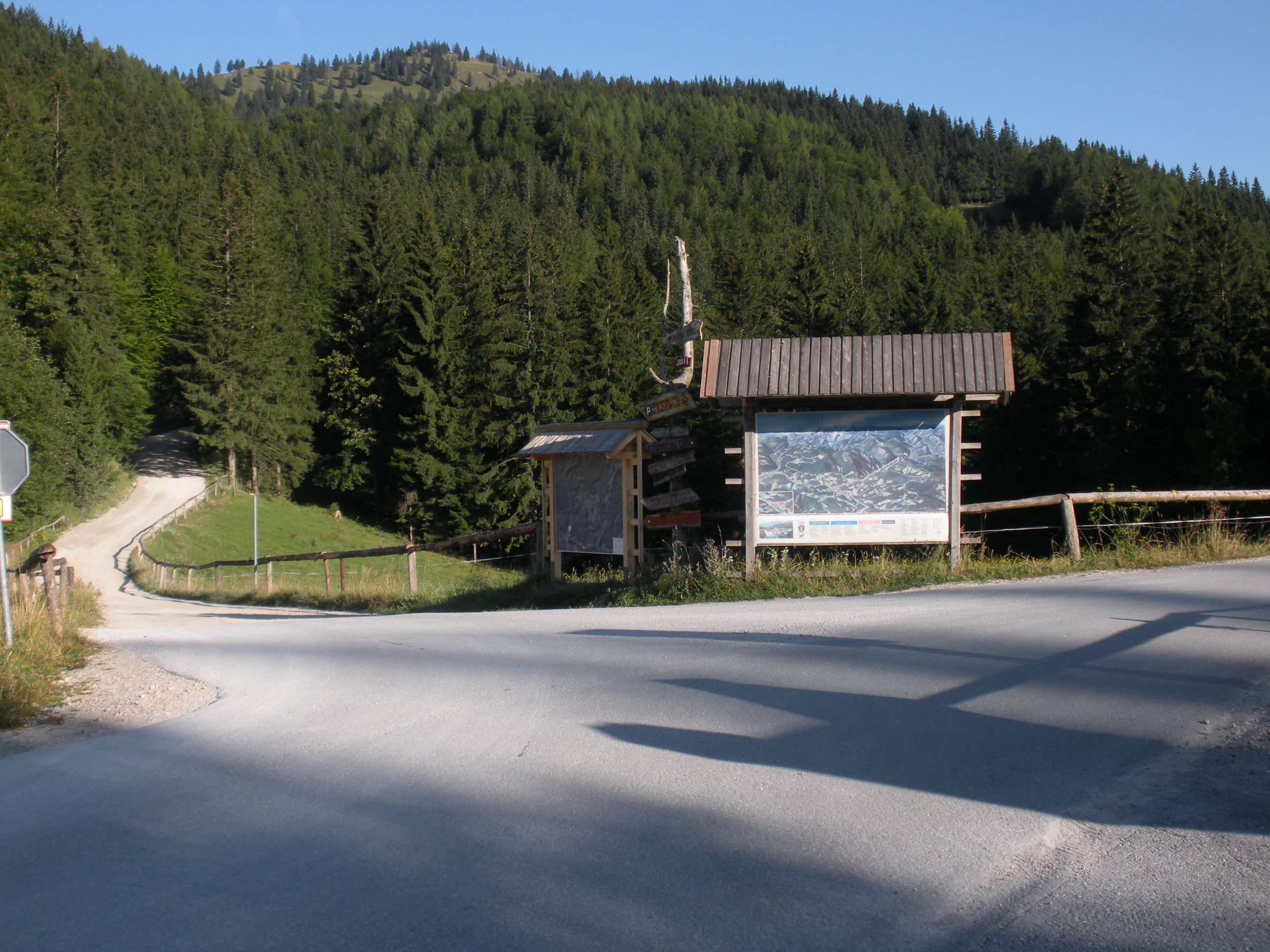
Vue du col en venant de Kamnik.